# International Prize for Arabic Fiction
International Prize for Arabic Fiction (IPAF, ungefär: "Internationella priset för arabisk skönlitteratur") är ett pris som sedan 2008 årligen delas ut till en skönlitterär författare som skriver på arabiska. Priset kallas ofta för "arabiska Bookerpriset" eftersom det delas ut i samarbete med Booker Prize Foundation.
En jury väljer ut de bästa arabiskspråkiga romanerna under året, och de som hamnar på juryns korta lista vinner 10 000 dollar; författaren av vinnarromanen tilldelas ytterligare 50 000 dollar och en översättning till engelska av romanen.

## Korta listan och vinnare genom åren
Vinnare i fetstil
2008
- Bahaa Taher – Sunset Oasis
- Elias Farkouh – The Land of Purgatory
- Jabbour Douaihy – June Rain
- Khaled Khalifa – In Praise of Hatred
- May Menassa – Walking in the Dust
- Mekkawi Said – Swan Song

2009
- Youssef Ziedan – Azazel
- Fawaz Haddad – The Unfaithful Translator
- Habib Selmi – The Scents of Marie-Claire
- Ibrahim Nasrallah – Time of White Horses
- Inaam Kachachi – The American Granddaughter
- Mohamed El-Bisatie – Hunger

2010
- Abdo Khal – Spewing Sparks as Big as Castles
- Rabai al-Madhoun – The Lady from Tel Aviv
- Mansoura Ez Eldin – Beyond Paradise
- Rabee Jaber – America
- Mohamed Mansi Qandil – A Cloudy Day on the West Side
- Jamal Naji – When the Wolves Grow Old

2011 (två vinnare)
- Mohammed Achaari – The Arch and the Butterfly
- Raja Alem – The Doves’ Necklace
- Khaled al-Berry – An Oriental Dance
- Bensalem Himmich – My Tormentor
- Amir Tag Elsir – The Hunter of the Chrysalises (Or the Head Hunter)
- Miral al-Tahawy – Brooklyn Heights

2012
- Rabee Jaber – The Druze of Belgrade
- Jabbour Douaihy – The Vagrant
- Ezzedine Choukri Fishere – Embrace on Brooklyn Bridge
- Nasser Iraq – The Unemployed
- Bachir Mefti – Toy of Fire
- Habib Selmi – The Women of al-Basatin

2013
- Saud Alsanousi – The Bamboo Stick
- Sinan Antoon – Ava Maria
- Jana Elhassan – I, She and Other Women
- Mohammed Hassan Alwan – The Beaver
- Ibrahim Issa – Our Master
- Hussein Al-Wad – His Excellency the Minister

2014
- Ahmad Saadawi – Frankenstein in Baghdad
- Youssef Fadel – A Rare Blue Bird that Flies with Me
- Inaam Kachachi – Tashari
- Khaled Khalifa – No Knives in this City's Kitchens
- Abdelrahim Lahbibi – The Journeys of 'Abdi
- Ahmed Mourad – The Blue Elephant

2015
- Shukri Mabkhout – The Italian
- Atef Abu Saif – A Suspended Life
- Jana ElHassan – Floor 99
- Lina Huyan Elhassan – Diamonds and Women
- Hammour Ziada – The Longing of the Dervish
- Ahmed al-Madeeni – Willow Alley